# Catherine M. Russell
Pour les articles homonymes, voir Russell.
Catherine Mary Russell, née le 4 mars 1961 à Jersey City (New Jersey), est une avocate, conseillère politique et diplomate américaine.
Elle est cheffe de cabinet de la Deuxième dame des États-Unis Jill Biden de 2009 à 2013, ambassadrice itinérante des États-Unis pour les questions relatives aux femmes dans le monde de 2013 à 2017, directrice du bureau du personnel présidentiel de la Maison-Blanche de 2021 à 2022, puis directrice exécutive de l'UNICEF depuis 2022.

## Biographie

### Famille et études
Catherine Mary Russell est la fille de Paul Russell et Ann (née McCaffery) Russell. Elle grandit à Reading, en Pennsylvanie, avec quatre frères et sœurs. Elle est diplômée en philosophie du Boston College, magna cum laude, et reçoit son juris doctor de l'université George-Washington.

### Carrière professionnelle
Après ses études de droit, Catherine M. Russell commence à travailler en politique, au sein du Parti démocrate. En 1984, elle est membre de l'équipe de campagne présidentielle de Walter Mondale, au sein de laquelle elle rencontre son futur mari, Tom Donilon. En 1987, elle participe à la campagne présidentielle de Joe Biden.
Au Congrès des États-Unis, Catherine M. Russell est avocate puis avocate principale du sous-comité technologique du Comité judiciaire du Sénat, présidé par le sénateur Patrick Leahy. Elle est également directrice du personnel du Comité judiciaire du Sénat, dirigé par Joe Biden. À ce poste, elle travaille à l'adoption de la loi contre les violences contre les femmes et sur les nominations à la Cour suprême des juges Ruth Bader Ginsburg et Stephen Breyer. Elle est ensuite sous-procureur général associé de Janet Reno.
En 2007, Catherine M. Russell retourne travailler à temps partiel pour le sénateur Biden, alors président du comité des affaires étrangères. Elle rédige l'International Violence Against Women Act de 2007, sur le modèle de la loi Biden de 1994.

#### Administration Obama

##### Bureau du vice-président
Catherine M. Russell est une conseillère de longue date de Joe Biden et de son épouse Jill Biden. Après la campagne présidentielle de 2008, elle est nommée chef de cabinet de la Deuxième dame des États-Unis Jill Biden, fonction qu'elle occupe de 2009 à 2013.
À ce poste, elle gère le personnel de la Deuxième dame et travaille sur ses initiatives pour accroître l'accès à l'éducation dans les collèges communautaires et pour soutenir les familles des militaires, par le biais du programme Joining Forces. Catherine M. Russell supervise également le processus d'élaboration de la première stratégie mondiale du gouvernement américain contre les violences sexistes.

##### Ambassadrice itinérante des États-Unis pour les questions relatives aux femmes dans le monde

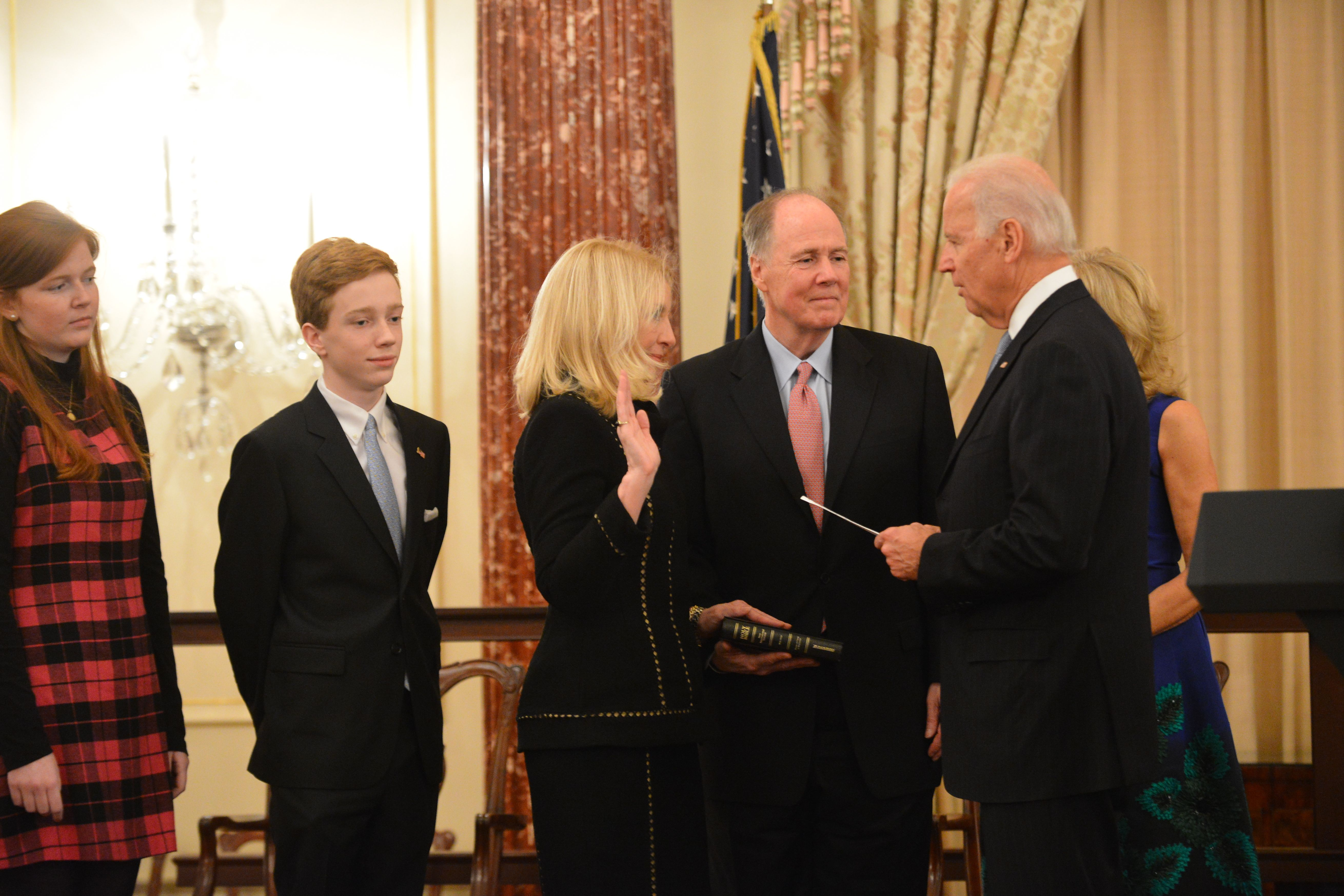
Catherine M. Russell assermentée par le vice-président Joe Biden en tant qu'ambassadrice itinérante des États-Unis pour les questions mondiales relatives aux femmes au département d'État à Washington, D.C., le 17 janvier 2014.

Le président Barack Obama crée en 2009 la fonction d'ambassadeur itinérant des États-Unis pour les questions relatives aux femmes dans le monde et en fait, en 2013, un poste permanent avec rang d'ambassadeur.
Le sénateur Patrick Leahy, pour qui Catherine M. Russell avait travaillé, prend la parole lors de son audience de confirmation et évoque son « esprit brillant » et sa « capacité remarquable à aborder les problèmes les plus complexes, et à les rendre compréhensibles même pour un sénateur comme moi et d'autres ».
Catherine M. Russell est confirmée à l'unanimité par le Sénat le 1er août 2013. Le vice-président Biden l'assermente le 17 janvier 2014.
Lors de son audition de nomination, elle avait déclaré souhaiter concentrer son action sur six domaines : 
- Veiller à ce que le département d'État adopte les questions de genre dans « tous les aspects de la diplomatie » ;
- Promouvoir la participation économique des femmes ;
- Mettre en œuvre le Plan d'action national sur les femmes, la paix et la sécurité ;
- Lutter contre les violences sexistes ;
- Élargir la participation politique ;
- Investir dans la santé et l'éducation des femmes et des filles[2].

Dans ce cadre, Catherine M. Russell conçoit la Stratégie mondiale américaine pour l'autonomisation des filles, publiée en mars 2014. Elle enrôle le département d'État, l'USAID, le Corps de la paix et la Millennium Challenge Account pour poursuivre le même objectif : « veiller à ce que les adolescentes soient éduquées, en bonne santé, socialement et économiquement autonomes et exemptes de violence et de discrimination ». C'est la première fois qu'un pays produit une stratégie consacrée aux adolescentes. Sous la direction de Catherine M. Russell, le Bureau des questions féminines mondiales travaille avec le secrétaire John Kerry afin d'obtenir 7 millions de dollars pour les programmes d'autonomisation des adolescentes en Afghanistan en mars 2016. Son bureau collabore également avec l'USAID et l'UNICEF pour produire un programme de 5 millions de dollars sur trois ans afin de réduire les violences sexistes dans les écoles.
L'une des priorités de Catherine M. Russell est de mettre fin aux mariages d'enfants dans le monde, ce qu'elle décrit au Sénat dans un témoignage en 2016.
En tant qu'ambassadrice, elle voyage dans plusieurs dizaines de pays, notamment l'Afghanistan et la République démocratique du Congo. Son premier voyage est à Bali, pour le sommet de la Coopération économique pour l'Asie-Pacifique.

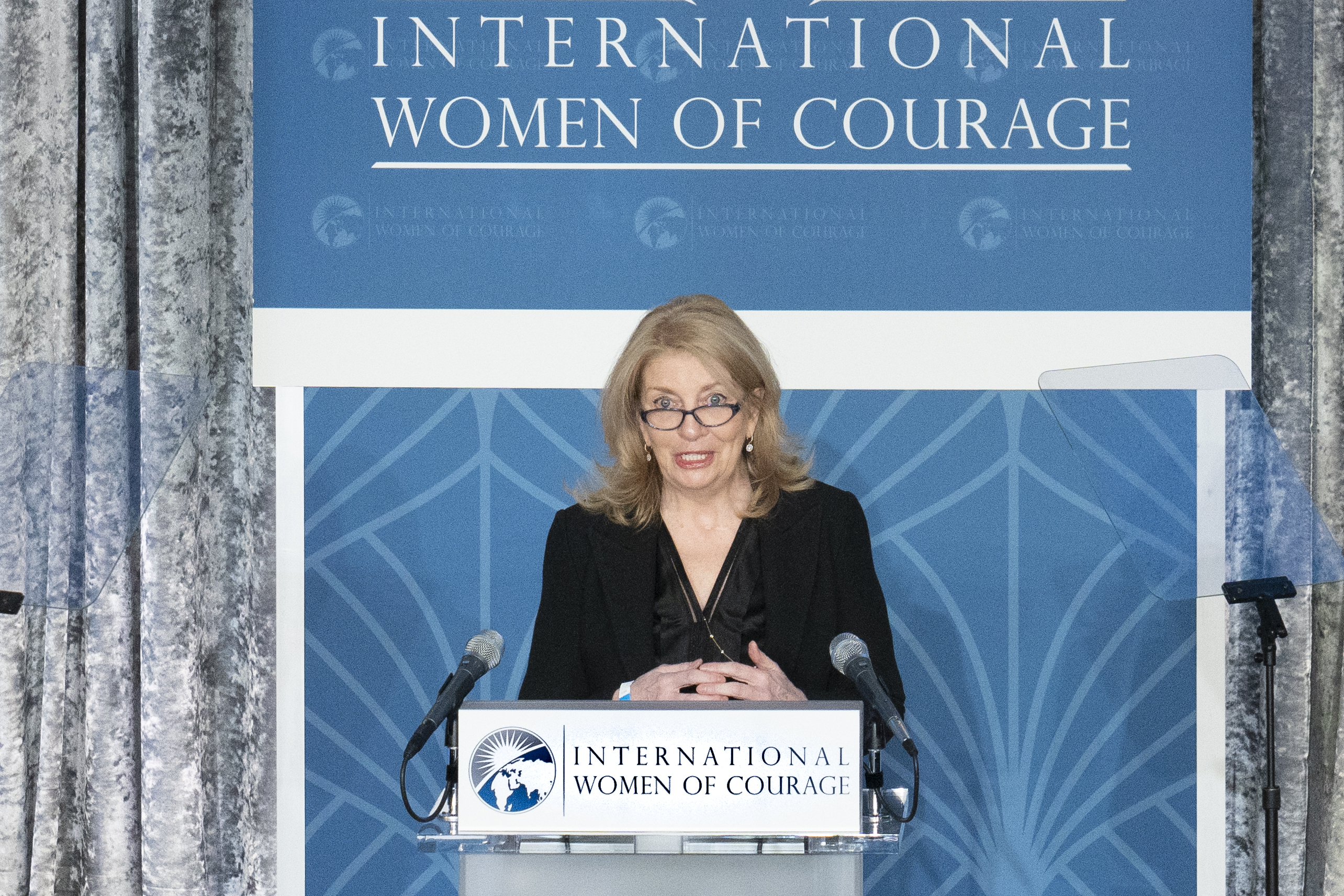
Catherine M. Russell prononce une allocution lors de la cérémonie virtuelle des International Women of Courage Awards 2021 du département d'État des États-Unis à Washington, DC, le 8 mars 2021.

#### Administration Biden
Le 5 septembre 2020, Catherine M. Russell est annoncée comme membre du conseil consultatif de l'équipe qui planifierait la transition présidentielle entre Donald Trump et Joe Biden en cas de victoire de ce dernier,. Il est élu et, le 20 novembre 2020, elle est annoncée comme future directrice du bureau du personnel présidentiel de la Maison-Blanche. Elle entre en fonction le 20 janvier 2021.

### UNICEF
Le 10 décembre 2021, elle est nommée directrice exécutive de l'UNICEF. Elle prend ses fonctions le 1er février 2022. Sous sa direction, la vaccination obligatoire contre le Covid-19 a été instaurée dans l'organisation, en licenciant ceux qui la refusaient.

## Vie privée
En 1991, elle épouse Thomas E. Donilon, qui sera conseiller à la sécurité nationale du président Barack Obama. Ils ont deux enfants, Sarah (née en 1996) et Teddy (né en 1999). Son beau-frère est Mike Donilon (en), un avocat et consultant politique qui est conseiller en chef du président Joe Biden.